# Avi Wigderson
Avi Wigderson (hebrejsky: אבי ויגדרזון, narozen 9. září 1956) je izraelský matematik, informatik a profesor matematiky na Institute for Advanced Study (IAS) na Princeton University. Ve svém výzkumu se zabývá teorií komplexnosti, paralelními algoritmy, teorií grafů, kryptografií, distribuovanými výpočty a neuronovými sítěmi.

## Biografie
Vystudoval bakalářský obor informatiky na izraelském technologickém institutu Technion v Haifě (1980) a pokračoval ve studiu na Princeton University, kde v roce 1983 získal doktorát po obhájení dizertační práce Studies in Computational Complexity, sepsané pod vedením Richarda Liptona. Po krátkém působení na University of California v Berkeley, výzkumném centru IBM Almaden Research Center v San José v Kalifornii a Mathematical Sciences Research Institute v Berkley se v roce 1986 stal součástí akademické obce Hebrejské univerzity v Jeruzalémě. V roce 1999 začal pracovat na Institute for Advanced Study a v roce 2003 opustil Hebrejskou univerzitu a začal na plný úvazek pracovat pro IAS.
Jeho Hirschův index je 65.

## Ocenění a pocty
V roce 1994 získal ocenění Nevanlinna Prize za práci na poli teorie složitosti. V roce 2009 mu byla, společně s Omerem Reingoldem a Salilem Vadhanem, udělena Gödelova cena. V roce 2021 se stal laureátem Abelovy ceny.